# سیارک ۲۳۸۵۵
سیارک ۲۳۸۵۵ (به انگلیسی: 23855 Brandonshih، نامگذاری:1998RD44) بیست و سه هزار و هشتصد و پنجاه و پنجمین سیارک کشف شده‌است که در ۱۴ سپتامبر ۱۹۹۸ کشف شد.
قدر مطلق سیارک برابر ۱۲.۹ است.